# 火星6型彈道飛彈
火星6型彈道飛彈（韓語：화성 6）是朝鲜的一型短程彈道飛彈，改裝自飛毛腿飛彈C型的仿造，該種弹道导弹的精度十分有限，但是如果搭載核彈頭還是有巨大威懾力。
北朝鲜70年代末至80年代初开始研制弹道导弹，目前各地部署了25处导弹基地，距首尔168公里的上元洞基地和距首尔191公里的玉坪基地发射的导弹可以瞬間抵達南韓，幾乎沒有防禦時間，所以就算是簡易的火星6型也能有巨大傷害。

## 諸元
- 弹长：10.94米
- 直径：0.88米
- 发射重量：6095千克
- 推进方式：单级液态
- 射程：500公里
- 有效载荷：单弹头700千克
- 弹头种类：破片彈頭、高爆弹头、化学弹头、子母弹头、核子彈頭